# West York (Pennsylvanie)
Pour les articles homonymes, voir West York.
West York est un borough situé au centre du comté de York, en Pennsylvanie, aux États-Unis,. En 2010, il comptait une population de 4 617 habitants, estimée au 1er juillet 2020 à 4 888 habitants. Le borough est incorporé en 1905.

## Démographie
Lors du recensement de 2010, le borough comptait une population de 4 617 habitants. Elle est estimée, en 2020, à 4 888 habitants.